# Gondarém
Gondarém ist eine Gemeinde im Norden Portugals.
Gondarém gehört zum Kreis Vila Nova de Cerveira im Distrikt Viana do Castelo, besitzt eine Fläche von 6,9 km² und hat 909 Einwohner (Stand 19. April 2021).